# 栾氏 (相琪妻)
栾氏（？—1215年），金朝女性人物，莱州掖县司吏相琪之妻。
栾氏美丽有姿色。贞祐三年（1215年）八月，红袄军攻克掖县，相琪与栾氏和儿子都被他们所俘。红袄军有人看见栾氏很喜欢，杀相琪及其子而引诱栾氏。栾氏奋起以头撞这个红袄军而摔倒，骂道：“我岂能被猪狗所污。”于是被杀。追封西河縣君，谥“庄洁”。